# Meares Irlen Syndrom
| Qualitätssicherung | Dieser Artikel wurde aufgrund von formalen und/oder inhaltlichen Mängeln auf der Qualitätssicherungsseite der Redaktion Medizin eingetragen. Bitte hilf mit, die Mängel dieses Artikels zu beseitigen, und beteilige dich dort an der Diskussion. Die Mindestanforderungen für medizinische Artikel sollen dadurch erfüllt werden, wodurch eine eventuelle Löschung des Artikels oder von Artikelpassagen innerhalb von vier Wochen vermieden wird. | Redaktion Medizin |

Als Meares Irlen Syndrom, auch Irlen Syndrom, Visual Stress oder Scotopic Sensitivity Syndrome (skotopisches Sensitivitätssyndrom), werden visuelle Missempfindungen bezeichnet, die durch Wahrnehmungsstörungen bei der Verarbeitung bestimmter Reizmuster ausgelöst werden sollen. Es wurde Anfang der 1980er Jahre von der neuseeländischen Lehrerin Olive Meares und von der amerikanischen Schulpsychologin Helen Irlen als Symptomenkomplex beschrieben und soll mittels verschiedener Farbfilter- und -muster oder auch gefärbten Linsen behandelbar sein. Meist tritt diese Störung bei schwarz-weißen horizontalen Streifenmustern auf. Dabei soll es zu Scheinbewegungen und Verformungen der Streifenmuster kommen, oft einhergehend mit starken asthenopischen Beschwerden. Im Extremfall soll ein bestimmtes Reizmuster bei entsprechend disponierten Personen einen epileptischen Anfall auslösen können. Oft wird das Syndrom in Verbindung mit Lesestörung beobachtet. 
Weder von der internationalen medizinischen Gemeinschaft noch von der Weltgesundheitsorganisation (WHO) wird das Meares Irlen Syndrom mangels einer nachgewiesenen Wirksamkeit von Therapieansätzen als Krankheit anerkannt. Zwar ist man sich darüber einig, dass die vorgeschlagenen Behandlungen des Irlen Syndroms nicht schädlich sind, möglicherweise jedoch wertvolle Zeit für den Einsatz evidenzbasierter, wirksamer Therapien ergebnislos vergeht. Die zugrundeliegenden Annahmen werden als Pseudowissenschaft betrachtet und deshalb von der evidenzbasierten Medizin nicht gestützt. Eine Behandlung mittels gefärbter Linsen wird von verschiedenen Autoren auch als typisches Beispiel einer kommerziellen Ausnutzung verzweifelter oder vulnerabler Personen angesehen, die nach einfachen Lösungen für Entwicklungsstörungen und Behinderungen suchen.

## Symptome
Personen mit photosensitiver Epilepsie und teils Personen mit diagnostizierter Migräne zeigen auffallend häufig eine teilweise heftige Reaktion auf flackerndes Licht einer bestimmten Frequenz und nehmen auch bei der Betrachtung bestimmter geometrischer Schwarz-Weiß-Muster visuelle Phänomene wie Scheinwahrnehmung von Farben, Verformungen oder Bewegungen wahr. Horizontale Streifen in schwarz-weißem Vollkontrast lösen hierbei offenbar in einer bestimmten Ortsfrequenz ein überdurchschnittliches Missempfinden aus. Personen mit Meares Irlen Syndrom geben an, sehr häufig eine reduzierte Lesegeschwindigkeit und eine hohe Anzahl an Lesefehlern sowie eine rasche Ermüdung bei Naharbeit zu erfahren.

## Diagnostik

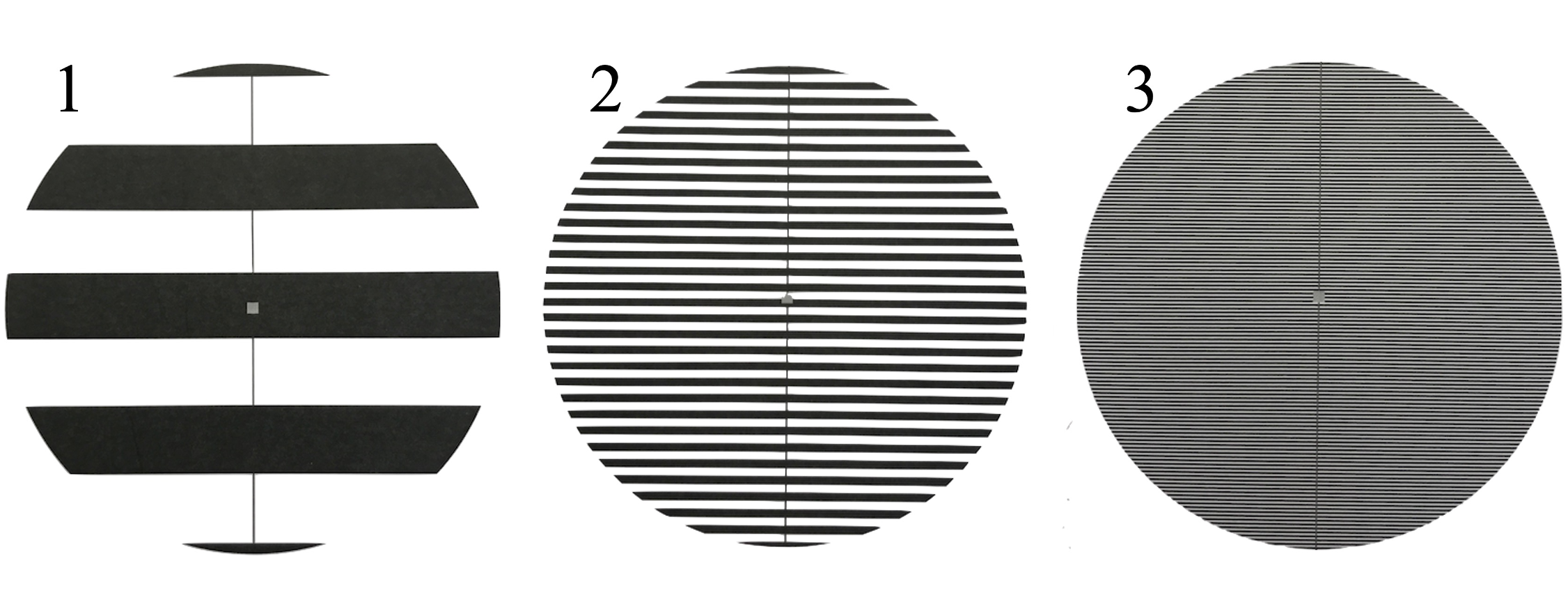
Abbildung 1. Pattern Glare Test. Die Austestung ist nur mit dem Originaltest (Originalgröße) möglich.

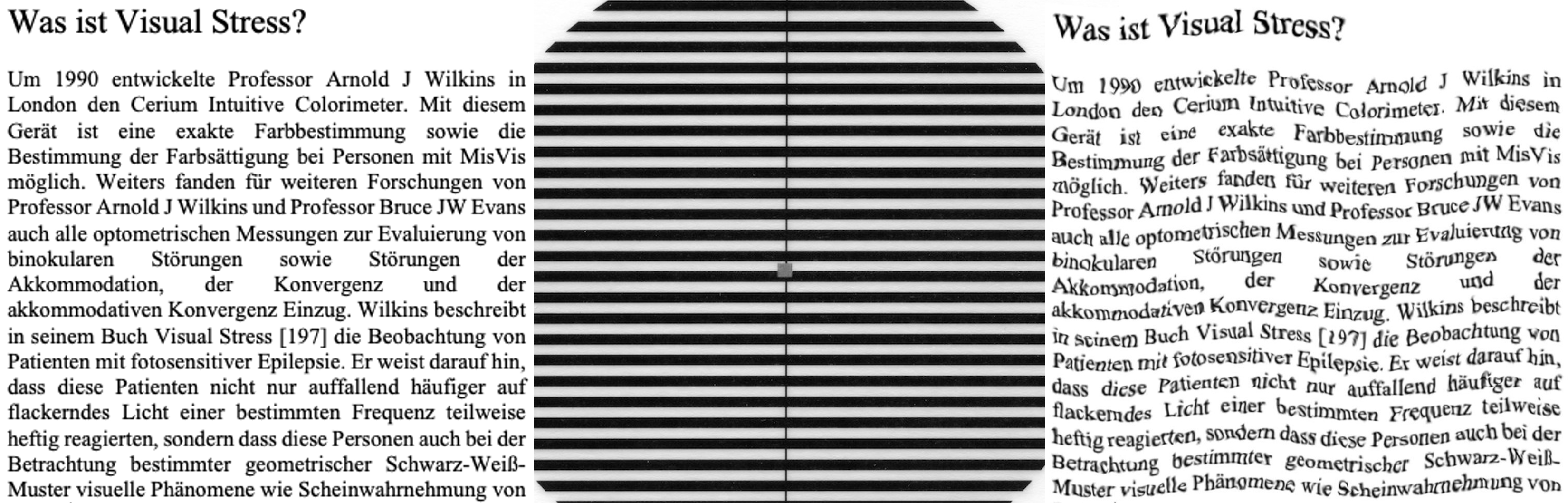
Abbildung 2. Mögliche Scheinwahrnehmung von Text bei Personen mit Meares Irlen Syndrom/Visual Stress.

Ein Test zur Feststellung eines Meares Irlen Syndroms soll der Pattern Glare Test (Abbildung 1) von Wilkins und Evans sein. Muster 1 zeigt ein schwarz-weiß Muster im Vollkontrast mit einem Ortsfrequenzbereich von 0,5 cpm, Muster 2 von 3 cpm und Muster 3 von 12 cpm. Diese Ortsfrequenz entspricht etwa der Druckgröße und dem Zeilenabstand von üblichem Buchdruck. Der Test ist aber weder validiert, noch wurde seine Effektivität demonstriert.
Ergeben sich bei Personen beim Anblicken des Pattern Glare Test Muster 2 (Abbildung 1) Scheinwahrnehmungen, dann zeigen diese Personen so gut wie immer auch beim Lesen von schwarzen Buchstaben auf weißem Hintergrund in der jeweiligen gleichen Ortsfrequenz (Abbildung 2) Wahrnehmungsstörungen.

## Physiologische Grundlagen des Meares Irlen Syndrom
Für eine Erkennung von Schwarz und Weiß in der Fovea ist die gleichzeitige Beteiligung aller drei Grundtypen der Zapfen notwendig. Gemäß Vertretern des Meares Irlen Syndroms soll die Erkennung von schwarzer Schrift auf weißem Hintergrund für die Zapfen den größten Arbeitsstress darstellen. Ist einer der Zapfentypen nicht ausreichend vorhanden oder bei der Reizübertragung oder Reizverarbeitung inadäquat, dann kann das zu Scheinwahrnehmungen und visuellen Stress führen.

## Evaluierung der Farbfilter

### Farbfolien (Overlays)

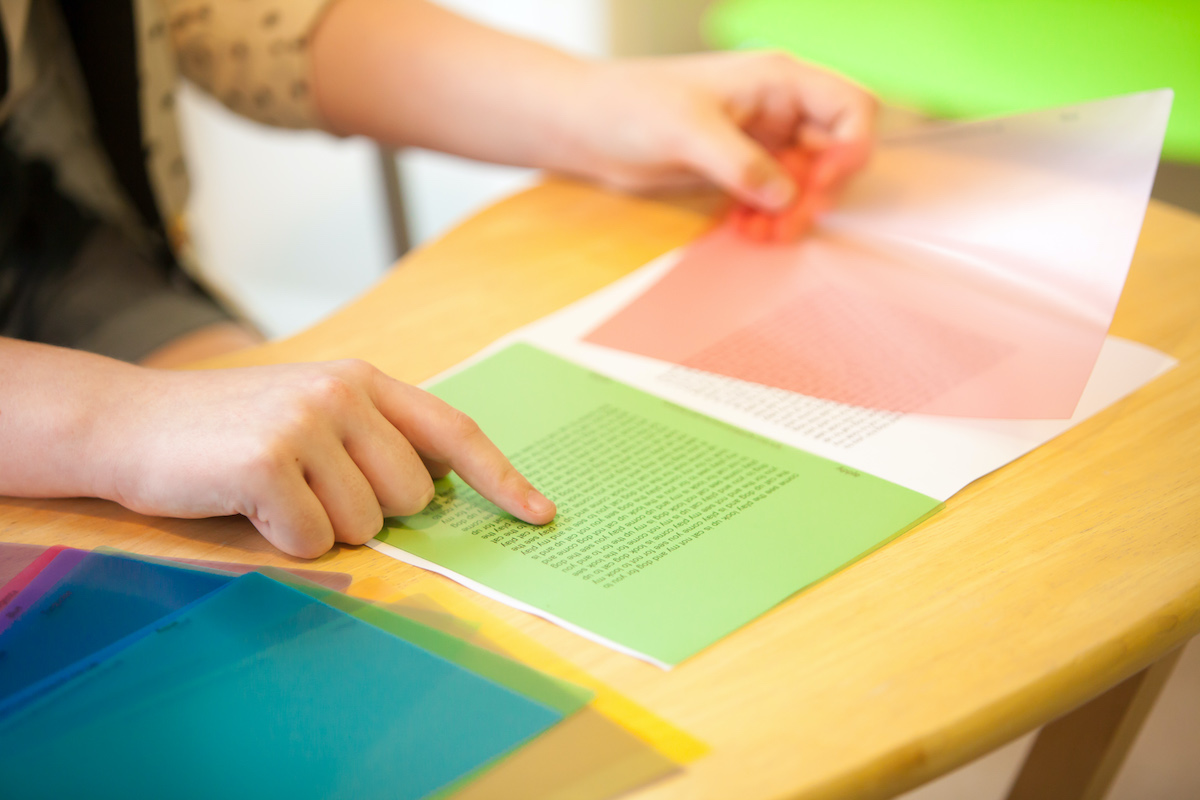
Abbildung 3. Ermittlung der besten Farbfolie

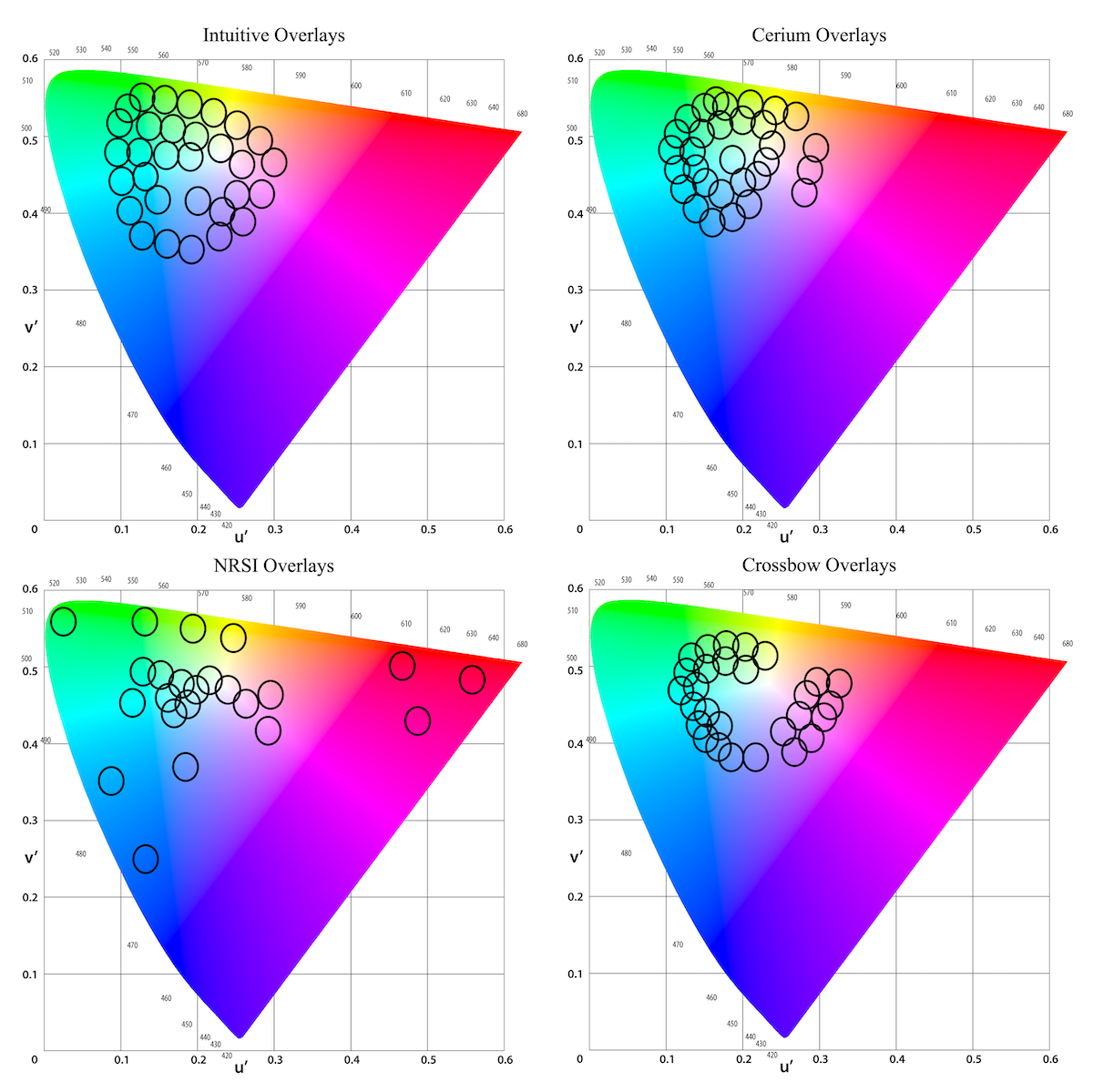
Abbildung 4. Farbverteilung von vier unterschiedlichen Overlay-Hersteller.

Unter Overlays versteht man dünne Kunststofffolien in unterschiedlichen Farben. Mit wenigen Grundfarben können durch Benutzung einzelner Folien oder Kombinationen unterschiedlicher Farben bis zu 20 Farben zusammengestellt werden (Abbildung 3). Die Overlays decken jedoch nur einen sehr kleinen Bereich aller Farbmöglichkeiten ab (Abbildung 4). Sollte eine Kombination aus zwei oder mehreren Folien notwendig sein, dann ergibt sich zudem der Nachteil von erheblichem Lichtverlust durch Reflexion. Außerdem leidet die Durchsichtigkeit der Folien durch Abnützung.
In Abbildung 5 wird dem Probanden auf beiden Seiten der Lesetest dargeboten, und es werden zwei unterschiedlich getönte Overlays miteinander verglichen. Es können beide Farben objektiv miteinander verglichen werden, indem die korrekt gelesene Wortanzahl pro Minute und pro Tönung gemessen wird. Weiters kann auch subjektiv verglichen werden, welche Tönung dem Patienten angenehmer erscheint, und bei welcher Tönung der Text subjektiv deutlicher und angenehmer zu lesen ist. Die bessere Folie bleibt liegen, die andere wird gegen eine andere Tönung getauscht und die Prozedur wird wiederholt.

### Colorimeter

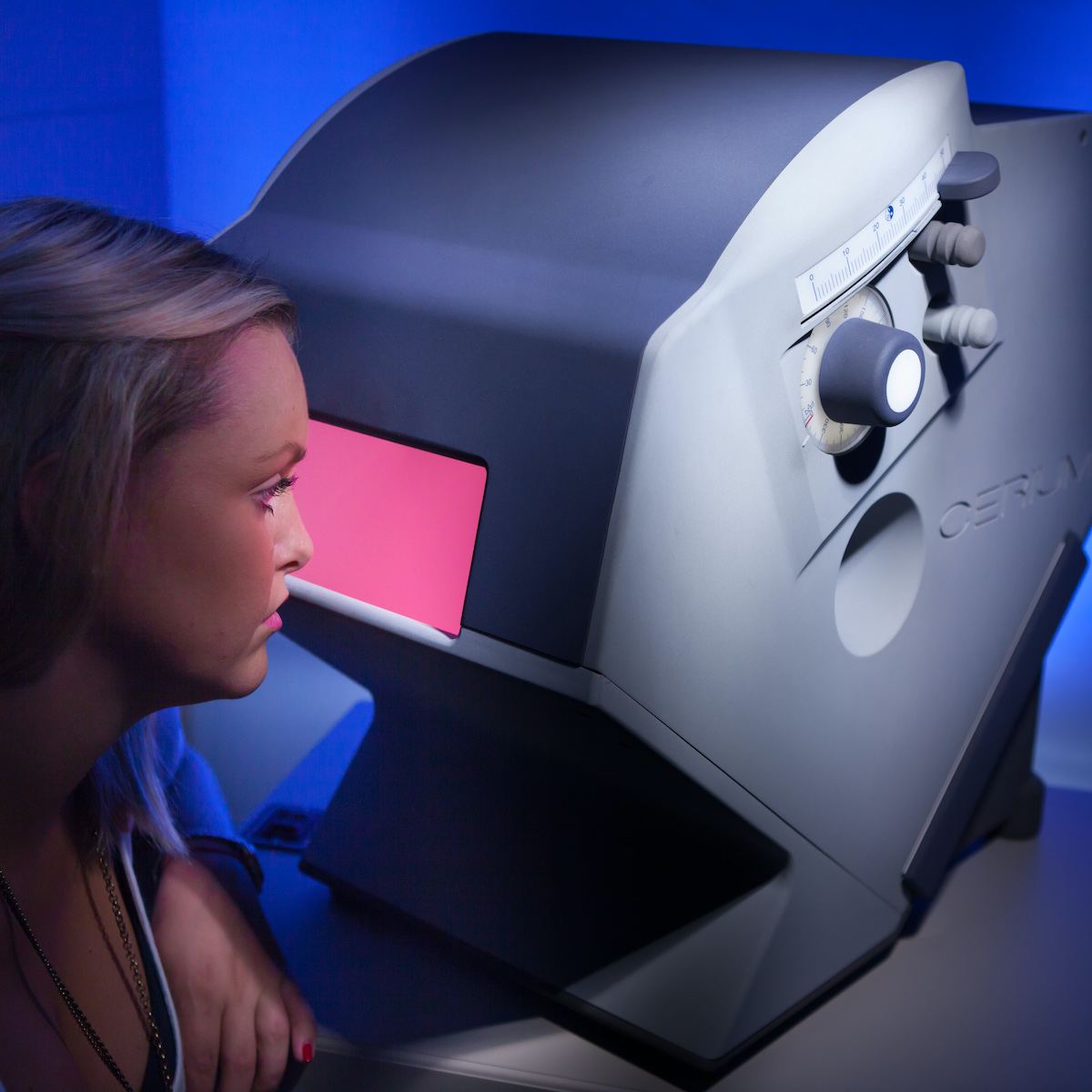
Abbildung 5. Intuitive Colorimeter Mark 3

Die intuitive Colorimetrie wird im völlig abgedunkelten Raum durchgeführt. Der Proband schaut auf die im Gerät befindliche Texttafel, diese wird mit einer speziellen Tageslichtlampe beleuchtet. Am Drehrad ist eine Farbe eingestellt, diese Farbe wird nach 5 Sekunden mit dem Schieberegler zur Einstellung der Farbsättigung aktiviert, der Proband sieht die Texttafel nun in der eingestellten Farbe bei einer Sättigung von 25 %. Nach etwa fünf Sekunden wird wieder das weiße Tageslicht eingestellt. Der Proband soll nun subjektiv entscheiden, ob die Texttafel mit eingestellter Farbe gegenüber dem eingestellten Tageslicht besser, gleich oder schlechter war. Besser bedeutet auch, ob der Seheindruck angenehmer, deutlicher, verzerrungsfreier gesehen wurde. Dieser Vorgang wird mit zahlreichen Farbeinstellungen durchgeführt (Abbildung 5).